# Běchary
Běchary (německy Biechar) jsou obec v okrese Jičín v Královéhradeckém kraji. Žije v ní 266 obyvatel. Leží čtrnáct kilometrů jižně od Jičína a 59 kilometrů severovýchodně od Prahy.

## Název
Podle současné jazykovědy lze usuzovat, že název Běchary souvisí s povoláním běchar, což by měla být zkomolenina německého výrazu Becherer, neboli označení pro výrobce dřevěných nádob na pití nebo tzv. pohárníka. Původ názvu asi souvisí s pojmenováním obce Pchery.

## Historie
První písemná zmínka o obci pochází z roku 1290. V roce 1889 v centru Běchar byl nalezen hromadný hrob přibližně 40 lidí a koní. Podle záušnic, které byly nalezeny u koster, byl tento nález datován do 9. století. Skon tolika osob muselo způsobit nějaké neštěstí, pravděpodobně nakažlivá nemoc či válka.
Roku 1880 byla celá obec Velké Běchary přejmenována na Běchary.

## Obyvatelstvo
| Rok            | 1869 | 1880 | 1890 | 1900 | 1910 | 1921 | 1930 | 1950 | 1961 | 1970 | 1980 | 1991 | 2001 | 2011 | 2021 |
| -------------- | ---- | ---- | ---- | ---- | ---- | ---- | ---- | ---- | ---- | ---- | ---- | ---- | ---- | ---- | ---- |
| Počet obyvatel | 622  | 721  | 720  | 699  | 692  | 675  | 661  | 455  | 368  | 299  | 264  | 224  | 239  | 219  | 237  |
| Počet domů     | 94   | 103  | 111  | 112  | 115  | 123  | 139  | 149  | 118  | 110  | 95   | 114  | 122  | 119  | 92   |

## Obecní správa a politika
V letech 2010–2014 byl starostou Jan Škoda, od roku 2014 funkci vykonává Bohumil Vobr.

### Části obce
- Běchárky
- Běchary

### Obecní symboly
Znak a vlajka byly obci uděleny rozhodnutím předsedy Poslanecké sněmovny Parlamentu České republiky dne 29. května 2007.

## Pamětihodnosti
- Kostel svatého Vojtěcha
- Pamětní kámen u silnice směr Cholenice
- Socha svatého Václava – pískovcová plastika, pochází z roku 1883, vytvořil ji akademický sochař Antonín Myslivec z Hořic.[4]
- Budova školy z roku 1793
- Základy dubového kříže stojí 1 km od obce směrem na Židovice. Nechal jej postavit hrabě František Šlik v roce 1848 údajně jako poděkování, že při selské bouři zde spadl z koně a neutrpěl žádné zranění.[4]

## Galerie

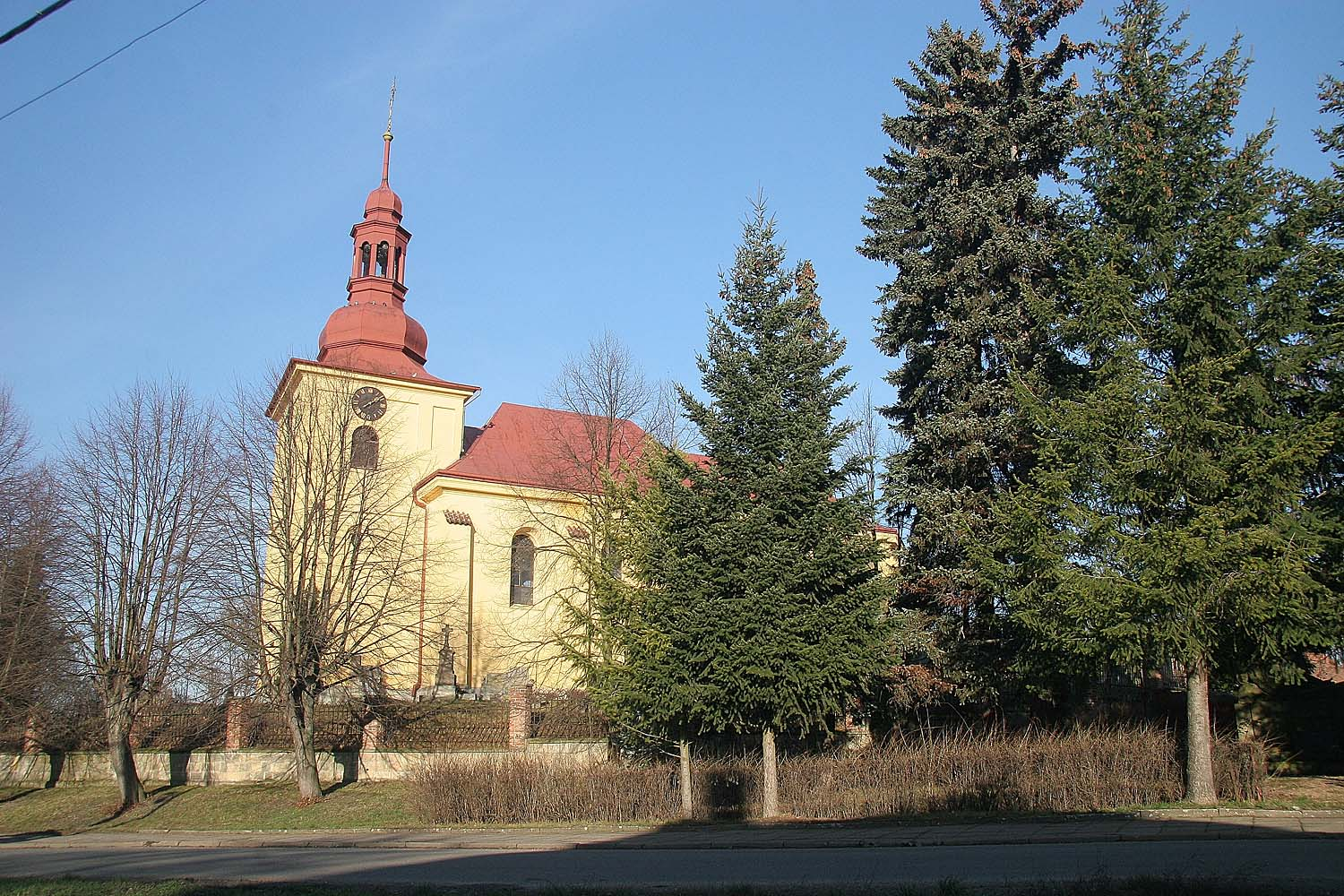
Kostel svatého Vojtěcha
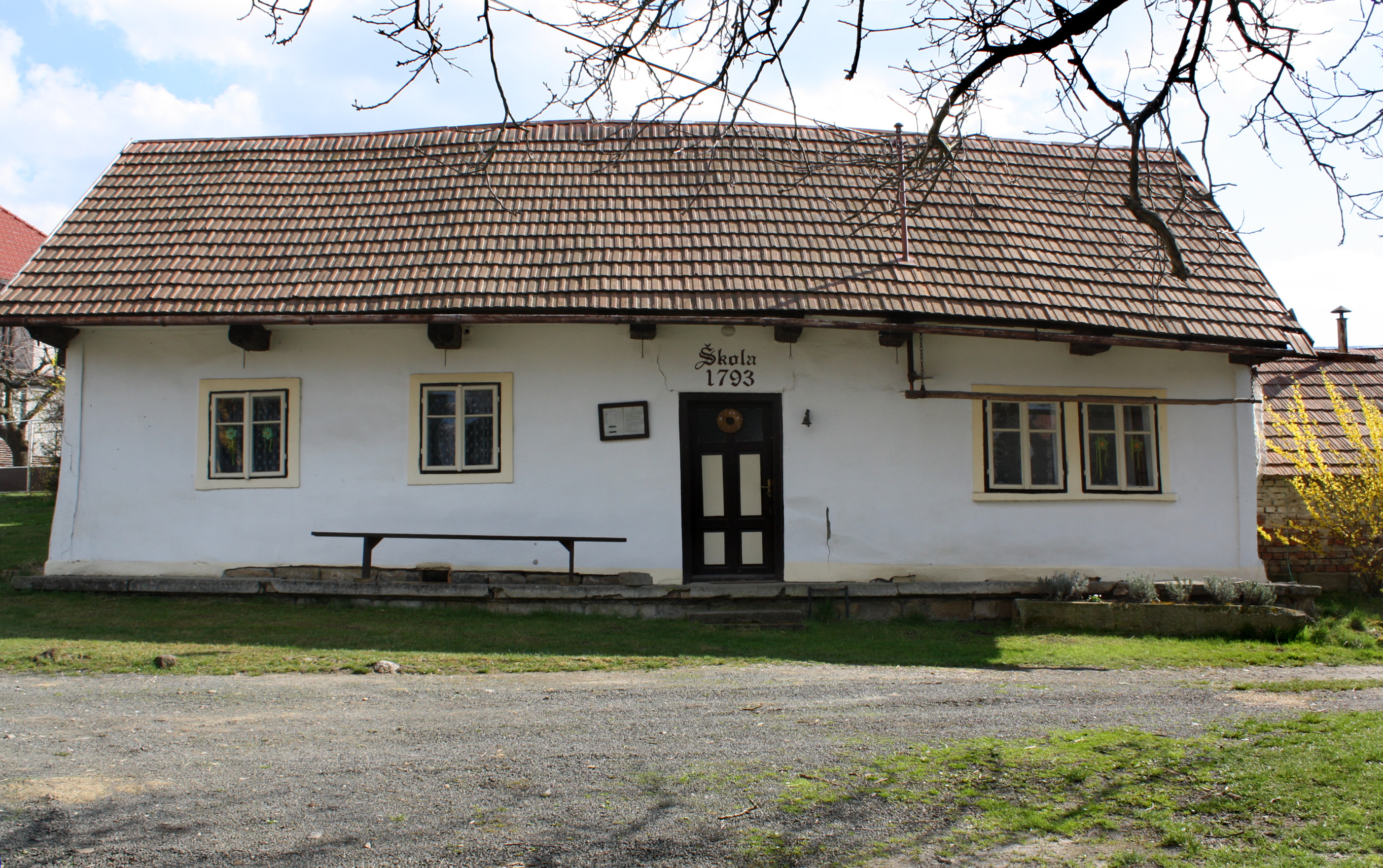
Historická školní budova
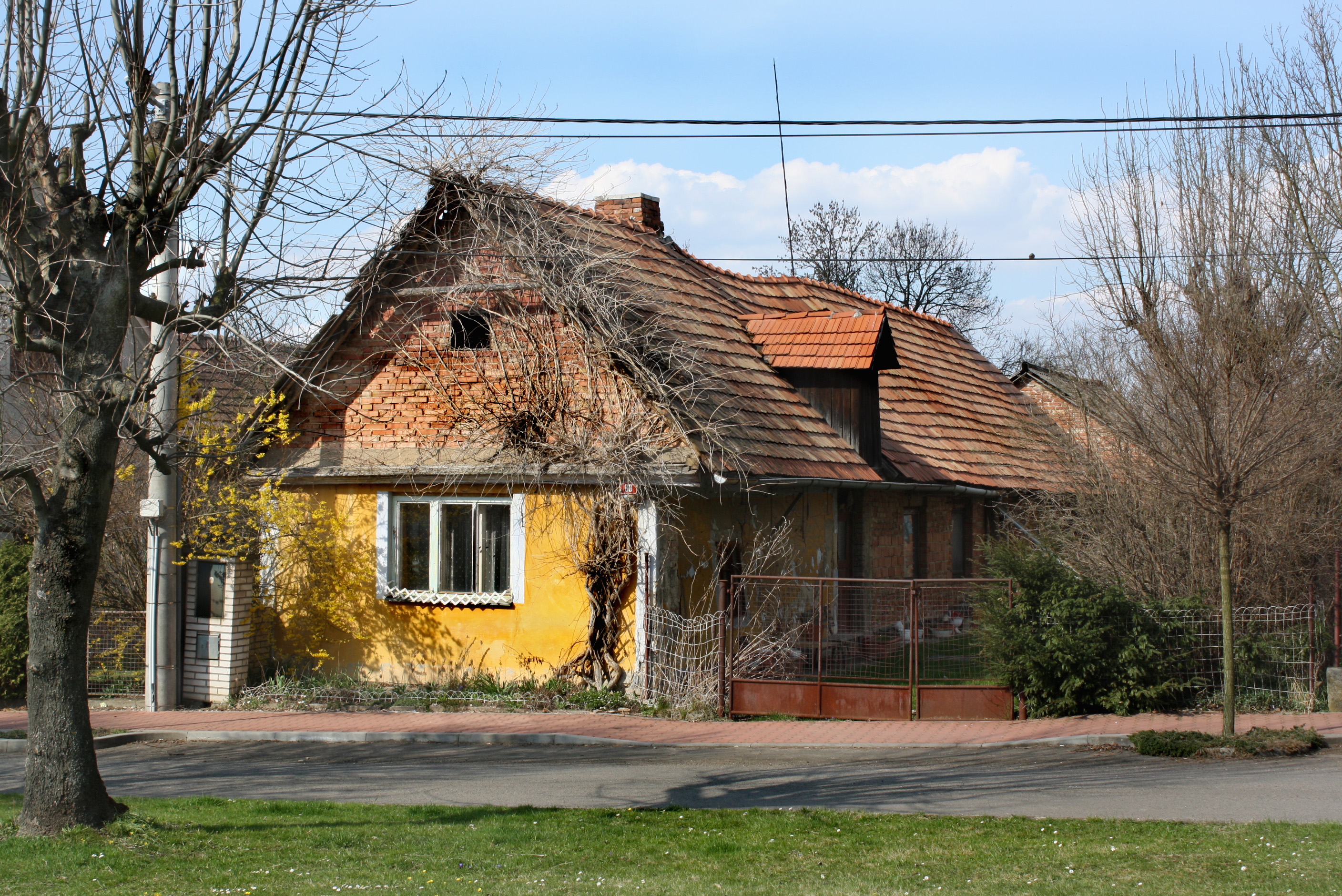
Domek na návsi